# Могилевский вестник
«Могилевский вестник» — ежедневная общественно-политическая и литературная газета.
Издавалась с 19 мая (1 июня) 1906 до 15 (28) апрель 1917 гг. в Могилёве на русском языке сначала губернским правлением, с 1913 г. частными издателями.
Редакторы: М. И. Пилин, М. М. Сталевски, Г. П. Пажарав, А. Е. Адамец и др.
Поддерживала политику самодержавия, осуждала революционное, национально-освободительное и либерально-оппозиционное движение. Печатала «слова» и «проповеди» местного епископа, в которых пропагандировались идеи русского православия и самодержавия, осуждались атеизм, материализм, философия Л.Толстого.
В статьях «Брошюры на белорусском языке» (18 августа 1906 г.), «Минск» (27 августа 1906 г.) и др. отрицались национальная и этнокультурная самостоятельность белорусского народа.
Обвиняла газеты «Наша доля» и «Наша нива» в сепаратизме. После Февральской революции 1917 г. поддерживала Временное правительство.
Содержала стихи, рассказы, очерки местных авторов, печатала исторический роман Юрия Бартошевича «Император сфинкс», научно-популярные и этнографические статьи.
Пропагандировала русскую литературно-художественное наследие, но замалчивала социально-критическую направленность произведений. Тендециозно обвиняла М. Горького, Сергеева-Ценского, Н. Найдёнова в натурализме и декадентстве.
Отрицательно относилась к футуризму и другим авангардистским направлениям в искусстве, но признавала новаторство У. Мейерхольда.
Печатала музыкальные и театральные новости в Могилёве
Отмечала заслуги Е. Романова и Довнара-Запольского в исследовании фольклора.
В качестве приложений к газете выходили "Могилевский вестник. Телеграммы" (1906 - 1917); "Вестник земского хозяйства Могилевской губернии" (1907 - 1908); "Листок Коммерческого отдела Могилевского общества сельского хозяйства" (1908 - 1909). Также публиковались приложения к отдельным номерам.
Вышедшие номера газеты:
1906, N 1 (19 мая) - 185 (31 дек.)
1907, N 1 (1 янв.) - 305 (30 дек.)
1908, N 1 (1 янв.) - 245 (31 дек.)
1909, N 1 (1 янв.) - 289 (31 дек.)
1910, N 1 (1 янв.) - 287 (31 дек.)
1911, N 1 (1 янв.) - 284 (31 дек.)
1912, N 1 (1 янв.) - 288 (30 дек.)
1913, N 1 (1 янв.) - 284 (31 дек.)
1914, N 1 (1 янв.) - 290 (31 дек.)
1915, N 1 (1 янв.) - 286 (31 дек.)
1916, N 1 (1 янв.) - 295 (31 дек.)
1917, N 1 (1 янв.) - 89 (20 апр.)
Всего вышло 2895 номеров.